# Encéphalite léthargique
 Mise en garde médicale
L'encéphalite léthargique (EL) encore appelée encéphalite épidémique ou maladie de von Economo-Cruchet, est une variété rare d'encéphalite virale, qui a sévi dans le monde sur un mode épidémique au début du XXe siècle entre 1915 et 1926. Aucune autre épidémie d'EL n'a été observée depuis, mais des cas isolés continuent à être signalés au XXIe siècle,. La maladie a été désignée sous le nom de « maladie du sommeil européenne » par opposition à la maladie du sommeil africaine ou trypanosomiase humaine africaine, transmise par la mouche tsé-tsé.
L'EL a été décrite simultanément par deux neurologues, le Français Jean-René Cruchet (1875-1959) et l'Autrichien Constantin von Economo (1876-1931) en 1917. Elle est connue pour laisser chez certains patients des séquelles neurologiques invalidantes et définitives : il s'agit d'un syndrome parkinsonien très akinétique, de sorte que les victimes ont l'apparence de statues, privées de parole et de mouvements.

## Rôle hypothétique de l'encéphalite léthargique avant leXXesiècle
L'historienne Laurie Winn Carlson a avancé l'idée que l'EL serait la cause des symptômes développés dans certaines communautés de Nouvelle-Angleterre dans les années 1690, qui aboutirent finalement au procès des sorcières de Salem. Elle écrit notamment : « En comparant les symptômes décrits par les colons du XVIIe siècle avec ceux de patients atteints par l'épidémie d'encephalitis lethargica du début du XXe siècle, une combinaison de symptômes émerge [qui] accrédite l'hypothèse selon laquelle les chasses aux sorcières de Nouvelle-Angleterre étaient une réponse à des comportements physiques et neurologiques inexpliqués résultant d'une épidémie d'encéphalite. »,

## Historique
Un diagnostic rétrospectif suggère plusieurs épidémies historiques d'encéphalite léthargique.
- En 1580, l'Europe a été frappée par une grave maladie fébrile et léthargique qui a entraîné des séquelles de type parkinsonien et d'autres séquelles neurologiques[7].
- En 1673-1675, une grave épidémie similaire s'est produite à Londres, que Thomas Sydenham a décrite comme une febris comatosa (fièvre comateuse)[7].
- En 1695, en Allemagne, une femme de 20 ans présente des crises oculogyres, un parkinsonisme, une diplopie, un strabisme et d'autres symptômes à la suite d'une crise de fièvre cérébrale somnolente, décrite par Albrecht de Hildesheim[7]
- En 1712-1713, une grave épidémie de Schlafkrankheit (« maladie du sommeil ») s'est produite à Tübingen, en Allemagne, suivie dans de nombreux cas d'une lenteur persistante des mouvements et d'un manque d'initiative (aboulie)[7].
- Entre 1750 et 1800, la France et l'Allemagne ont connu des épidémies mineures de coma somnolentum présentant des caractéristiques du parkinsonisme, notamment un hoquet hyperkinétique, des myoclonies, une chorée et des tics.
- Entre 1848 et 1882, le neurologue parisien Jean-Martin Charcot documente de nombreux cas isolés de parkinsonisme juvénile, associés à une diplopie, une oculogyrie, une tachypnée, une rétropulsion et des troubles obsessionnels, qui étaient presque certainement d'origine post-encéphalitique[7].
- En 1890 en Italie, à la suite de l'épidémie de grippe de 1889-1890, une grave épidémie de maladies somnolentes (surnommée la Nona) est apparue. Pour les quelques survivants de la Nona, le parkinsonisme et d'autres séquelles se sont développés dans presque tous les cas[7].
- Entre 1915 et 1926, une pandémie mondiale d'encéphalite léthargique s'est déclarée, touchant près de cinq millions de personnes et en tuant plus d'un million[7],[8].

## Causes
Les causes de l'encéphalite léthargique (EL) sont incertaines. Un courant moderne de la recherche a exploré la possibilité d'une origine autoimmune et, séparément ou en relation avec une réponse immune, d'un lien avec des maladies infectieuses (virales ou bactériennes), par exemple la grippe dans laquelle un lien avec l'encéphalite est clair. Il a été largement établi que le parkinsonisme post-encéphalitique est l'évolution à long terme des nombreux cas d'EL ayant été enregistrés après l'épidémie de grippe espagnole de 1918. Les arguments en faveur d'une cause virale des symptômes de la maladie de Parkinson sont circonstanciels (épidémiologie et découverte d'antigènes du virus de la grippe chez les patients atteints d'EL), tandis que les arguments contre cette hypothèse sont négatifs (absence d'ARN viral dans le cerveau des patients atteints de parkinsonisme post-encéphalitique).
Passant en revue la relation entre grippe et EL, McCall et coll. concluent en 2008 que, bien que « les arguments contre le rôle de la grippe soient moins décisifs que l'on ne le perçoit actuellement […], il y a peu d'éléments dans le sens d'un rôle de la grippe dans l'étiologie de l'EL et que presque 100 ans après l'épidémie d'EL son étiologie demeure énigmatique. », Ainsi, si les opinions sur la relation de EL avec la grippe demeurent partagées, la majorité de la littérature reste sceptique,.
En 2010, dans un important article de revue publié par Oxford University Press sur les points de vue historiques et contemporains sur l'EL, son éditeur, Joel Vilensky de l'Indiana University School of Medicine cite Pool, qui en 1930 écrivait : « Nous sommes obligés d'admettre que l'étiologie est encore obscure, l'agent causal encore inconnu, l'énigme pathologique encore non résolue » et poursuit en offrant la conclusion suivante valable à sa date de publication : « Est-ce que le présent volume résout l'énigme de l'EL, qui […] a été considérée comme le plus grand mystère médical du XXe siècle ? Malheureusement non : mais des pistes sont certainement ouvertes ici, permettant d'avancer en direction de son diagnostic, de sa pathologie et même de son traitement, ».
Après la publication de cette revue, un enterovirus a été observé dans des cas d'EL épidémiques. Cette étude a été menée avec soin mais n'a malheureusement pas été reproduite, probablement en raison des limitations sévères concernant le matériel de l'encéphalite léthargique.
Après 100 ans de recherche, il est possible que l'encéphalite léthargique ait des causes multiples, ce qui pourrait expliquer le large éventail d'hypothèses étiologiques avancées au fil des ans. Certains cas pourraient être d'origine auto-immune.

## Description clinique
L'encéphalite léthargique se manifeste par une fièvre élevée, une pharyngite, des céphalées, une vision double, une augmentation du temps de réaction aux stimulations, une inversion du cycle veille-sommeil, une catatonie et une léthargie. Dans les formes sévères, les patients peuvent entrer dans un état pseudo-comateux, le mutisme akinétique. Ils peuvent aussi présenter des mouvements oculaires anormaux caractéristiques de l'affection, les crises oculogyres. Les autres manifestations cliniques possibles sont un syndrome extrapyramidal, une faiblesse des membres supérieurs, des douleurs musculaires, un tremblement, une rigidité de la nuque et des troubles du comportement pouvant aller jusqu'à la psychose.
Un syndrome parkinsonien post-encéphalitique peut survenir chez environ un tiers des patients après la phase aiguë de l'encéphalite, parfois dans un délai d'une année.

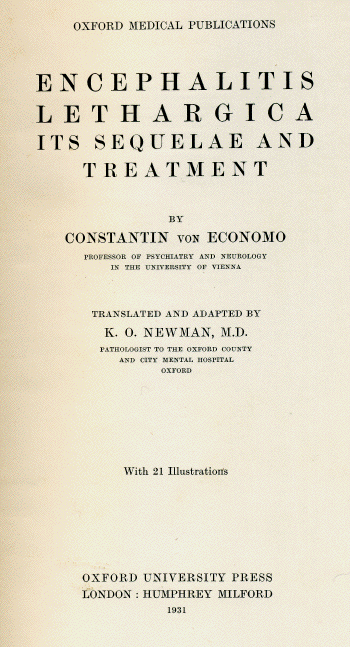
Encephalitis lethargica. Its sequelae and treatment - L'encéphalite léthargique. Ses séquelles et son traitement. Par Constantin Von Economo, 1931. Page de garde

## Personnalités touchées par la maladie
Nom et date des premiers symptômes :
- Marthe Robin, 1er décembre 1918
- Boni de Castellane, 1921
- Jacques de Gaulle, 1926
- Fuller Albright (en), 1938[15]

## Littérature et cinéma
La découverte que la L-DOPA était capable d'améliorer le syndrome parkinsonien séquellaire de l'EL est relatée par Oliver Sacks dans un livre intitulé Awakenings (L'Éveil), paru en 1973, ce livre sert de base à Harold Pinter dans une pièce en un acte, une sorte d'Alaska (A Kind of Alaska) jouée en 1982, avec l'actrice Judi Dench. Également inspiré du livre, un film de 1990 avec Robin Williams et Robert De Niro est sorti sous le titre de Awakenings (L'Éveil en version française). On trouve aussi des allusions à l'EL dans le roman The Sandman: Preludes and Nocturnes, selon des entretiens avec son auteur Neil Gaiman, bien que le nom de la maladie ne soit pas explicitement mentionné dans l'ouvrage. Le roman d'Agatha Christie "l'Affaire Prothéro" (1930), également publié sous le nom de "Meurtre au presbytère", évoque l'EL à plusieurs reprises ; il lui impute la déviance comportementale de l'un des protagonistes (le vicaire Hawes).
L'EL est aussi évoquée dans la série télévisée canadienne ReGenesis, dans les derniers épisodes de la deuxième saison.
En 2022, la série diffusée sur Netflix, Sandman s'organise dans sa première saison autour de l'épidémie d'EL, causée par la séquestration du roi des rêves.